# Stazione di Unterberg-Stefansbrücke
La stazione di Unterberg-Stefansbrücke è una fermata ferroviaria posta sulla linea Innsbruck-Brennero. Serve i comuni di Unterberg e Stefansbrücke.

## Storia
La fermata venne inaugurata nel 1867 insieme alla tratta Innsbruck-Brennero.

## Strutture e impianti
È composta da un fabbricato viaggiatori e due binari.